# Цейлонско канелено дърво
Цейлонското канеленото дърво (Cinnamomum verum) е малко вечнозелено дърво от семейство Лаврови. Родината му е Цейлон (дн. Шри Ланка), но е пренесено в Европа още в античността.

## Описание
Дървото достига височина 10 – 15 метра. Кората на стъблото е гладка, светло кафява, със силна миризма на канела. Клоните са цилиндрични и тънки. Листата му са овални, продълговати и достигат 7 – 18 сантиметра на дължина. Цветовете са подредени в метличести съцветия и имат зеленикав цвят и характерен цвят. Те се опрашват от насекоми. Плодът е лилав, дълъг 1 сантиметър и има костилка, съдържаща едно семе. Растението предпочита влажна почва.
От вътрешния слой на кората се добиват пръчици канела. Тя се използва в хранителната и козметичната промишленост като аромат. Кората понякога се използва за подпомагане на храносмилането, облекчаване на главоболие, стомашно-чревни и респираторни разстройства и като афродизиак. Маслото от кората се използва в стоматологията и фармацевтиката.
Растението изисква топъл и влажен климат, със средна температура около 27 °C и без резки застудявания или затопляния. Средногодишните валежи трябва да са около 2000 – 2500 mm и да са добре разпределени през годината. Стеблата се разрязват през влажния сезон с цел по-лесно обелване на кората на две надлъжни ивици. В Шри Ланка, първата реколта може да се събере след 3 – 4 години, макар качеството и количеството на добивите да се подобрява през следващите години.